# Station Firenze Santa Maria Novella
Station Firenze Santa Maria Novella (Italiaans: La stazione di Firenze Santa Maria Novella), afgekort Firenze SMN, is het centraal station van de Italiaanse stad Florence.
Het is een kopstation en vormt een knooppunt tussen de noordelijke spoorlijn vanuit Bologna en de zuidelijke vanuit Rome. Het station geldt als belangrijke toegangspoort tot het historische centrum van de stad. Het is vernoemd naar de naburige basiliek Santa Maria Novella.
Het stationsgebouw werd in 1932 ontworpen door een groep architecten die bekendstonden onder de naam Gruppo Toscano (Toscaanse groep) en werd in 1934 geopend. Het gebouw geldt als een voorbeeld van het Italiaanse modernisme, dat floreerde onder het fascistische regime van Benito Mussolini.

## Galerij

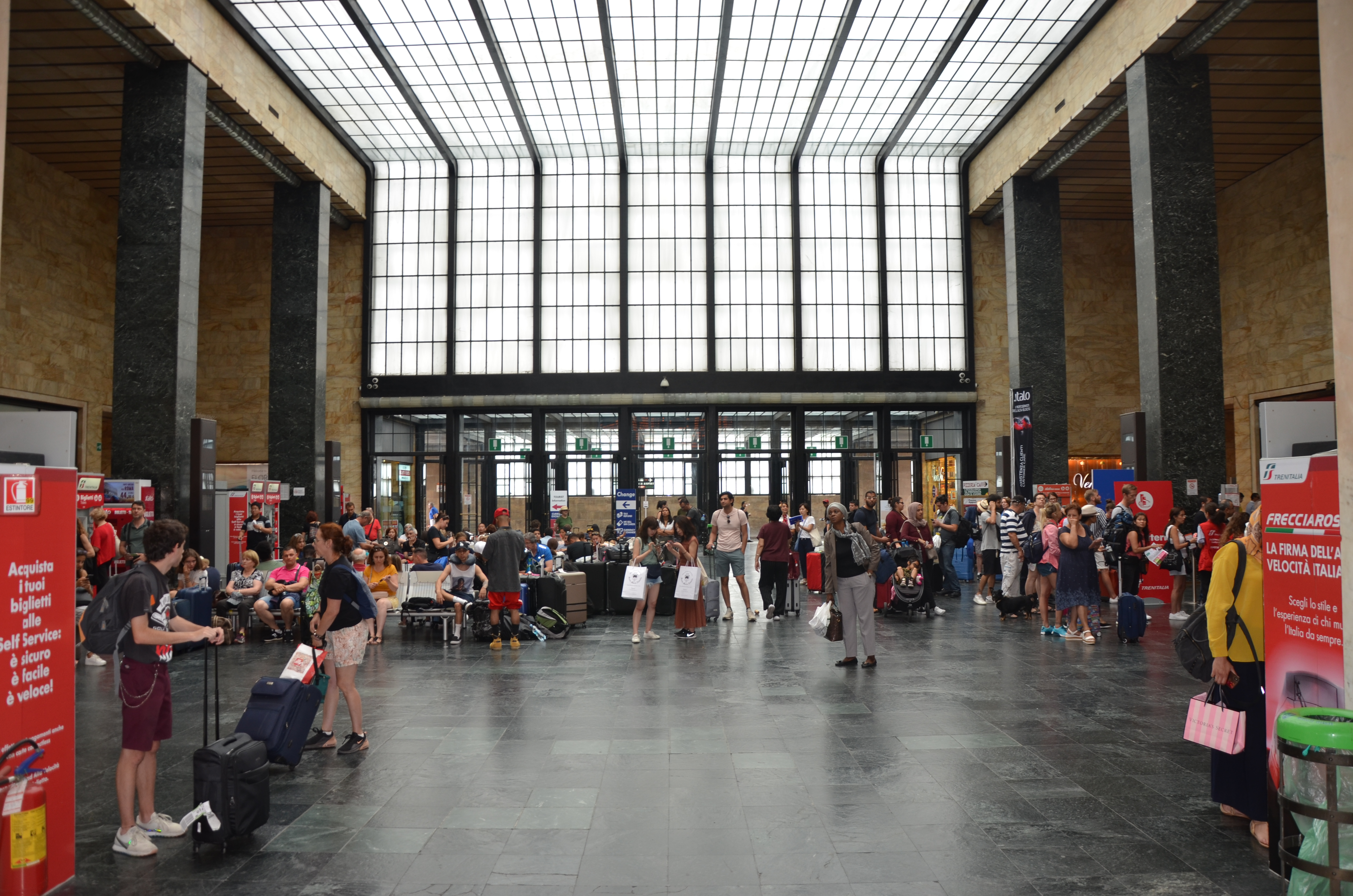
De entreehal van het station
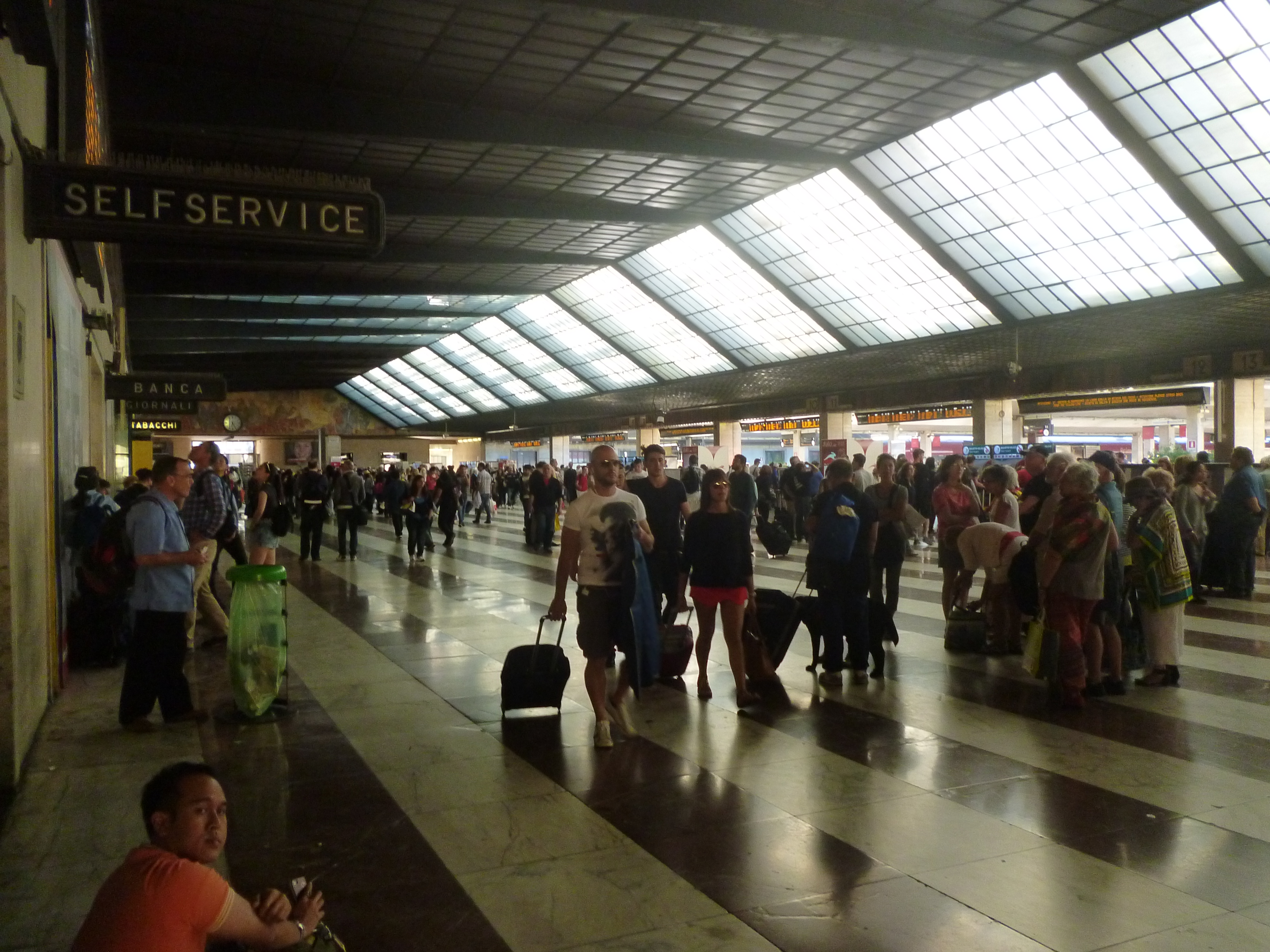
De grote hal
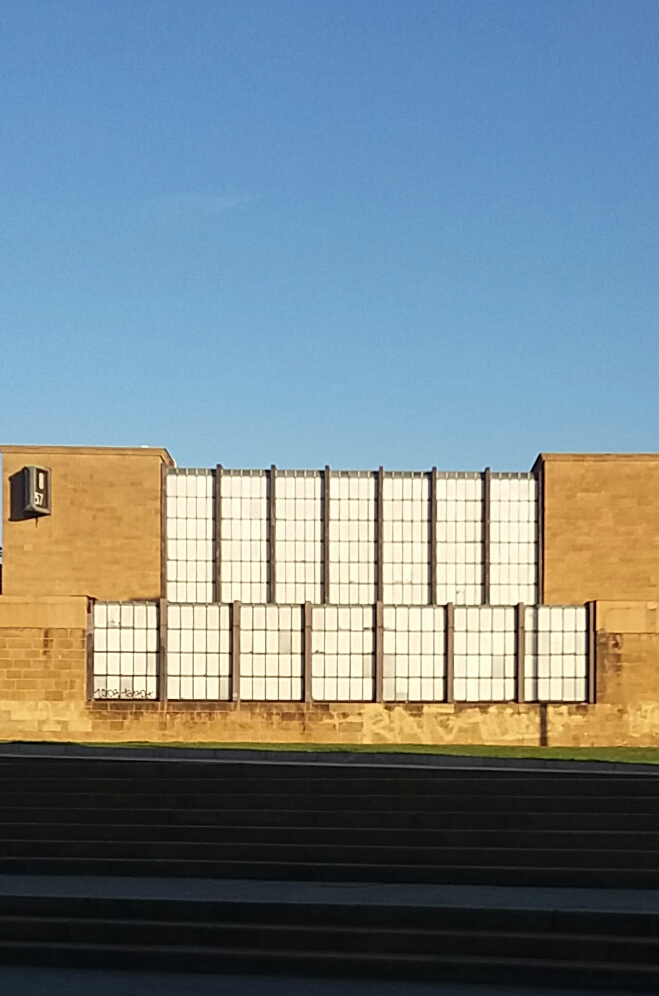
De ramen van de entreehal